# Bakugan: Battle Planet
Бакуган: Батл Плэнет (яп. 爆丸バトルプラネット бакуган батору пуранэтто) — канадско-японско-американский аниме-сериал, созданный компаниями TMS Entertainment, Nelvana Enterprises, Man of Action Studios и Spin Master Entertainment под руководством Кадзуи Итикавы для Cartoon Network. Сериал является перезапуском оригинальной франшизы, выходившей в 2007-2012 годах.
Серия была запущена в Северной Америке в декабре 2018 года с обновленной линией игрушек и мини-эпизодами, выпущенными чуть позже.
1 апреля 2019 произошел дебют в Японии, а затем - и во всем мире.
В октябре 2019 года было объявлено, что сериал получит продолжение под названием Bakugan: Armored Alliance (букв. с англ. — «Бакуган: Бронированный Альянс»).

## Сюжет
Сериал повествует о приключениях детей; Дэн Кузо, Уинтон Стайлз, Лия Венегас, Шун Казами и их собака - Молния. Они известны как "Крутейшие" и снимают видео на веб-сайт ViewTube. Однажды они наткнулись на расу биомеханических существ под названием Бакуганы. Вскоре они подружились с Бакуганами и стали сражаться вместе с ними, защищая свой район от злодеев, которые используют Бакуганов в плохих целях. На своем пути они сталкиваются с множеством противников, например, такими как Филомена Даск и таинственный Магнус, стремящихся одолеть Дэна в Битве Бакуганов, чтобы стать лучшими Бойцами.
Узнавая о Бакуганах все больше, Крутейшие знакомятся с загадочным миллиардером Бентоном Даском, братом Филомены. Бентон обнаруживает невиданный подземный мир, называя его "Лабиринт", в котором усиливаются Бакуганы. Когда охотник на Бакуганов по имени Страта похитил несколько Бакуганов, Бакуган по имени Федрус сбежала и рассказала об этом Крутейшим. Они пошли в Лабиринт и спасли остальных, но провалились в его нижний уровень. В попытке выбраться Крутейшие встречают неизвестного злого Бакугана по имени Тико. Драго с друзьями находят в Лабиринте мощный артефакт под названием Ядро Соты и защищают его от Тико. Однако, когда Драго ранило разрушающим V-Вирусом, он и Дэн отступают в Ядро Соты, и Тико пробирается за ними. Драго исцеляется и подвергается воздействию усиления под названием Эволюция Бакугана. Драго растет в Гипер Драго и побеждает Тико. Затем Крутейшие покидают Лабиринт. Вскоре они узнают, что Магнус работает с Филоменой вместе с несколькими своими старыми соперниками в качестве рекламной команды Бездушных Зверей, "Выход". Чтобы сражаться с ними, Крутейшие учатся, один за другим, развивать своих Бакуганов, не входя в Ядро Соты.
В конце концов, они побеждают Выход, и он распадается. Несмотря на их усилия, Бездушные Звери узнают, что в Лабиринте есть еще Ячейки Ядра, и они успешно извлекают одно. Они используют его, чтобы взять под контроль главных Бакуганов Крутейших. Бентон создает план, чтобы остановить их. Они врываются в штаб-квартиру Бездушных Зверей, и пока Бентон уничтожает их сеть, Крутейшие действуют как приманка. План сработал, и они победили Филомену. Бентон сообщает Крутейшим о своем плане сделать все Ячейки Ядра общедоступными, что отправляет их в приключение по всему миру. Однако в тени скрываются еще большие угрозы. Тико выжил в битве за Ядро Соты и разработал собственный план.

## Разработка
Новости о перезапуске продукта Bakugan впервые появились в конце 2015 года на презентации для инвесторов, проведенной Spin Master. Информации о проекте было мало до ноября 2017 года, когда компания сообщила, что новая серия будет запущена в 2018/2019 году. Вскоре после этого было обнаружено, что Spin Master зарегистрировал товарный знак под названием "Bakugan Battle Planet". В январе следующего года Corus Entertainment подтвердила, что ее дочерняя компания Nelvana снова будет сотрудничать с TMS Entertainment в работе над анимационным сериалом. 
В ходе подготовки к перезапуску Spin Master подал иски против Alpha Group, GuangZhou Lingdong Technology Culture Technology и Mattel за предполагаемое нарушение патентов Bakugan в их игрушках Screechers Wild, Eonster Hunter и Mecard. Генеральный директор Spin Master Роннен Харари заявил, что Bakugan будет вновь запущен во всем мире в 2019 году.
В марте 2018 года Харари рассказал, что новый анимационный сериал будет использовать одиннадцатиминутный формат. Это было сделано по просьбе трансляционного партнера Cartoon Network, который считал, что исконная 22-минутная длительность серии не подойдет нынешнему поколению детей. Было также принято решение включить больше комедийных элементов. Промо-изображение для перезапуска впервые появилось в июне 2018 года в другом документе Spin Master для инвесторов.
Компания официально анонсировала Bakugan: Battle Planet 9 октября 2018 года. Spin Master объявил, что премьера мультфильма состоится в декабре на Cartoon Network в США и Teletoon в Канаде, вскоре после этого появятся игрушки и веб-сериалы. Также Cartoon Network произвел запуск шоу в 2019 году в Латинской Америке, ЕМЕА, Австралии и Новой Зеландии. В Азии сериал распространяется компанией TMS Entertainment, а Takara Tomy занимается линией игрушек.

## Медиа

### Мультсериал
Как и предшественник, Бакуган: Батл Плэнет является продуктом международного совместного производства. Сериал выпускает TMS Entertainment при дополнительной помощи Nelvana Enterprises и Spin Master Entertainment. Кадзуя Итикава режиссирует сериал. Кадзухико Инукай, как и Man of Action Studios, выступает в роли редактора истории. Сценарии эпизодов в основном написаны в Японии, иногда с участием американских писателей. Первый сезон состоит из 100 одиннадцатиминутных эпизодов, которые также распространяются как 50 двадцатидвухминутных. 
Бакуган: Батл Плэнет дебиторовал в США на Cartoon Network 23 декабря 2018 года. Первые 20 эпизодов были доступны на видеосервисах по запросу за несколько дней до этого. Затем у сериала состоялось пятидневное линейное премьерное мероприятие, прежде чем он снова вышел в эфир в обычном режиме 12 января 2019 года. В Канаде сериал стартовал на Teletoon 31 декабря 2018 года с аналогичной пятидневной остановкой, и так же снова дебютировал в обычном режиме. Повторы начали транслировать на родственном канале YTV 11-го числа. В России премьера состоялась 5 мая 2019 года на Cartoon Network. 
В Японии сериал был запущен на TV Tokyo и TX Network 1 апреля 2019 года. Опенинг называется "Jounetsu Jamboree" (яп. 情熱ジャンボリー дзё:нэцу дзямбори:, "Страсть к веселью") и эндинг "Be my story". Обе песни исполнены HiHi Jets. Также японская версия содержит совершенно другое музыкальное сопровождение, созданное композитором Ясухарой Таканаси. 
Наряду с телесериалом Spin Master выпускает серию короткометражек под названием Bakugan: Beyond the Brawl (букв. с англ. — «Бакуган: Вне Боя») на YouTube. Они показывают Бакуганов в комедийных ситуациях.

### Игра
Компания Spin Master выпустила новую настольную игру, которая сочетает в себе классические трансформирующиеся Бакуган-шары и полноценную Коллекционную Карточную Игру. Разработанная Джастином Гэри, игра предназначена для юной аудитории и для тех, кто хочет соревноваться.
Игра была запущена в январе 2019 года в Канаде и Соединенных Штатах, с дополнительными рынками, установленными на протяжении года.

### Видеоигры
В декабре 2018 года Spin Master запустил приложение Bakugan Battle Hub для устройств iOS и Android. Оно предоставляет профили персонажей, видео и упрощенную версию настольной игры.